# Ooencyrtus marcelloi
Ooencyrtus marcelloi is een sluipwesp uit de familie Encyrtidae. De soort is ontdekt in 2008 in een tropisch laaglandregenwoud in het Soberanía National Park rondom het plaatsje Gamboa in Panama. De wetenschappelijke naam is gepubliceerd in 2010. Het is de eerste Ooencyrtus-soort die in Panama is waargenomen. 
Het vrouwtje heeft een vleugellengte van 0,9 mm; bij het mannetje is deze 0,7-0,8 mm. Deze sluipwesp parasiteert eieren van Heliconiini-vlinders. Vlindereieren die zijn geparasiteerd door deze sluipwesp zijn gevonden op verschillende soorten passiebloemen: Passiflora auriculata, Passiflora biflora, Passiflora coriacea en Passiflora vitifolia. Uit één vlindereitje komt één enkele wesp. 